# 出雲市役所
出雲市役所（いずもしやくしょ）は、日本の地方公共団体である出雲市の組織が入る施設（役所）。

## 所在地
- 〒693-8530
- 住所：島根県出雲市今市町70

※：新庁舎竣工に伴い、2009年2月16日に「出雲市今市町109-1」より移転した。

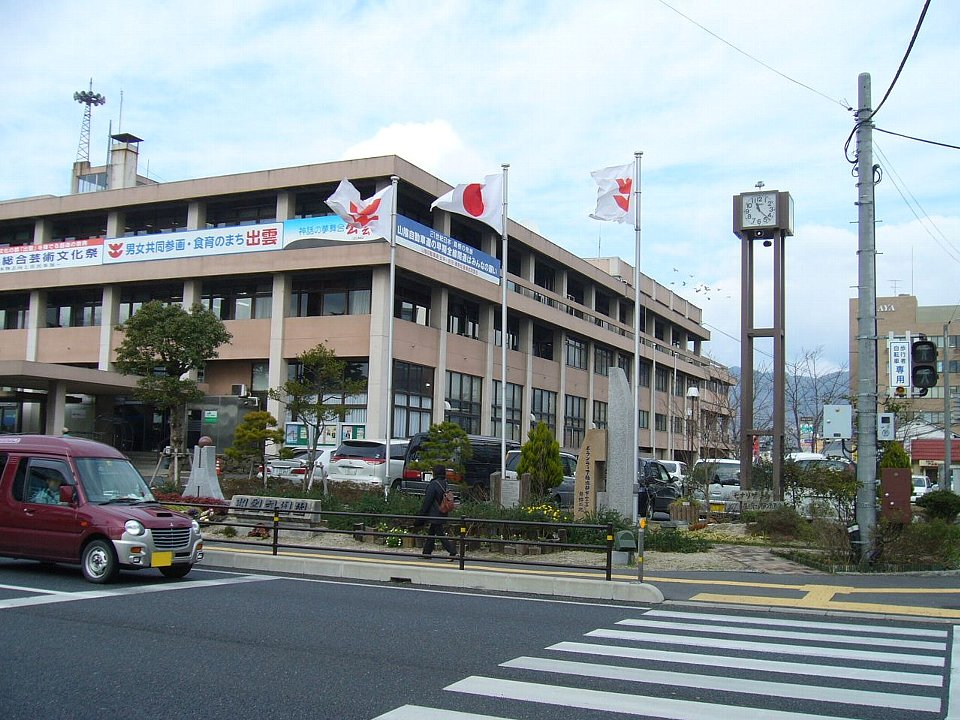
旧庁舎（2007年1月撮影）

### アクセス
- 出雲市駅北口から徒歩13分。
- 出雲市駅から一畑バス、スサノオ観光バスで「出雲市役所前」下車。

### 開庁時間
- 月曜日から金曜日の8時30分から17時15分まで（土曜日・日曜日・祝日・年末年始を除く）

## 市庁舎

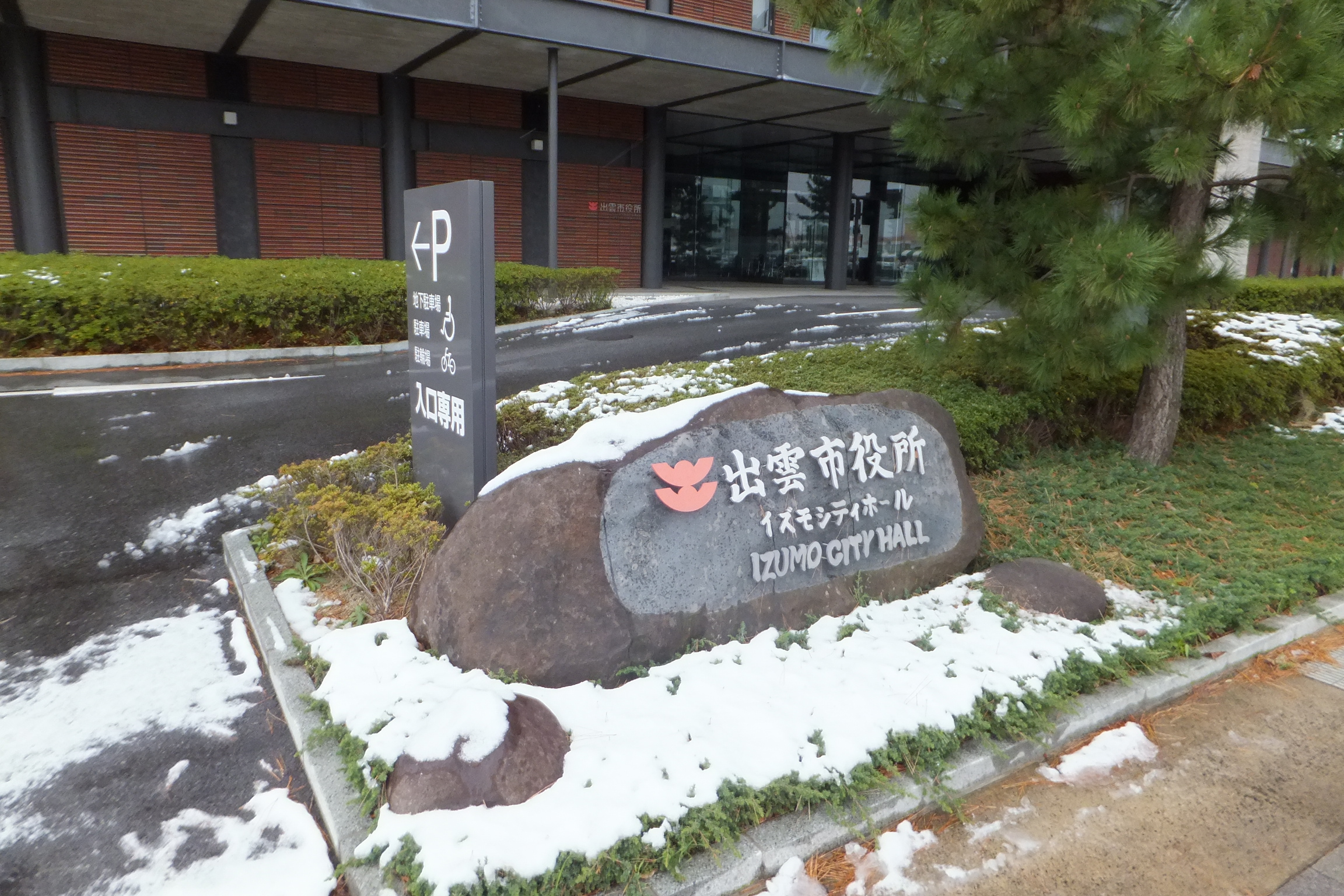
表札
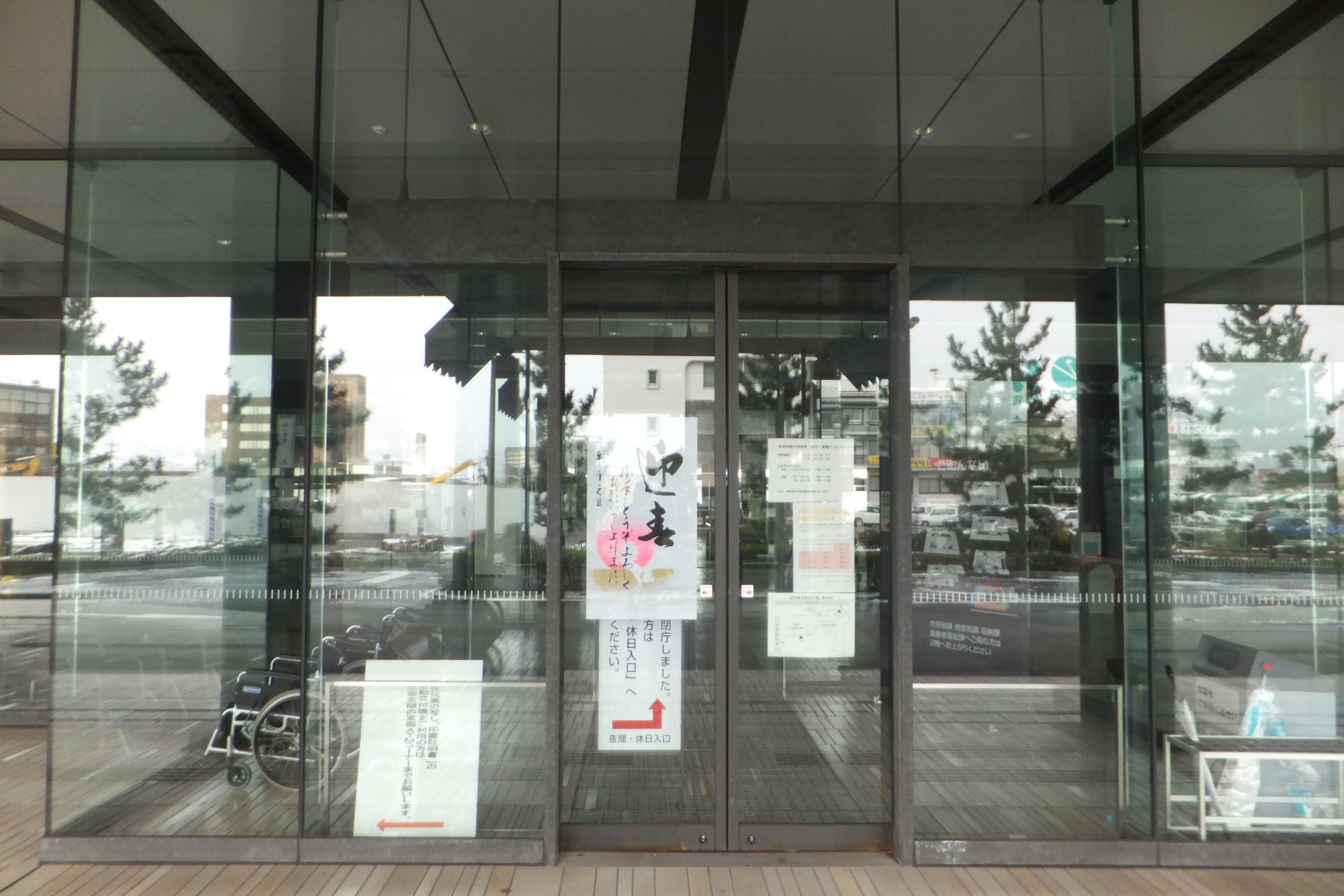
玄関口
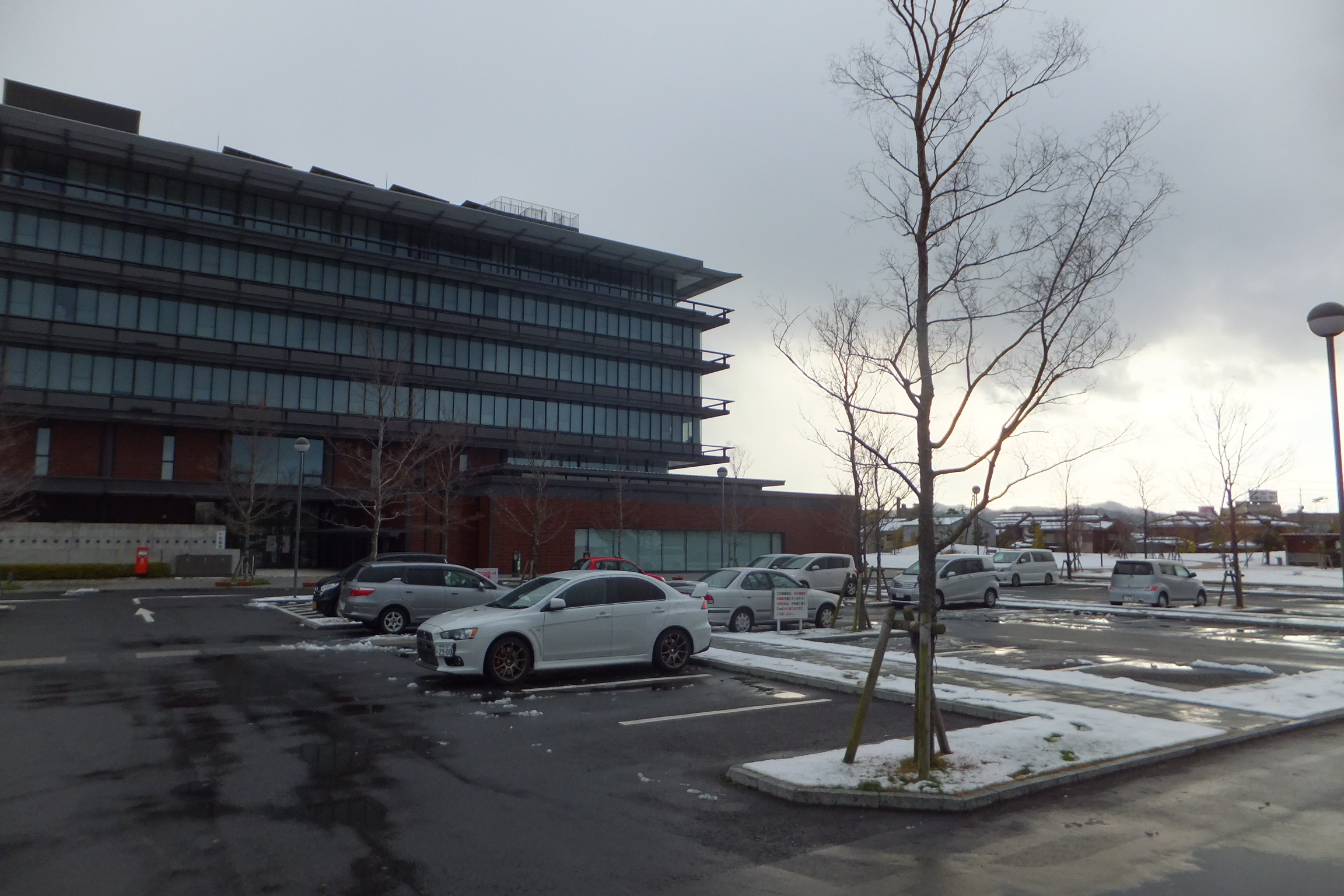
地上駐車場

| 階  | 概 要 |
| --- | --- |
| 7F  | 機械室 |
| 6F  | 議場、全員協議会室、委員会室、正副議長室、議会事務局 |
| 5F  | 環境政策部（環境保全課、資源リサイクル課）、建設事業部（建設企画課、道路建設課、道路河川維持課、農林道整備課、地籍調査課）、都市整備部（都市計画課、まちづくり推進課、大社門前町整備課、街路課、建築住宅課）、財政部（工事検査課） |
| 4F  | 観光政策推進本部、政策総務部（情報管理センター(5月～)）、文化企画部（芸術文化振興課、スポーツ振興課、国際交流課）、産業観光部（産業誘致課、観光交流推進課、出雲ブランド課、商工振興課、農林政策課、水産振興課、アグリビジネススクール）、教育委員会（教育長室、教育政策課、幼児教育室、教育施設課、学校教育課、児童生徒支援室）、農業委員会事務局、監査委員事務局 |
| 3F  | 市長室、副市長室、政策総務部（政策課、秘書課、総務課、選挙管理委員会事務局、人事課、広報情報課、生活消費相談センター）、財政部（財政課、管財室、庁舎整備室、会計管理課）、地域振興部（自治振興課、定住支援センター、市民活動支援課、交通政策課）、記者室 |
| 2F  | 収入役室、出納室、財政部（市民税課、資産税課、収納課）、健康福祉部（介護保険課） |
| 1F  | 地域振興部（市民課）、健康福祉部（福祉推進課、少子対策課、健康増進課、食育推進室、保険年金課）、指定金融機関、自動交付機、ATMコーナー、宿直室、くにびき大ホール、キッズコーナー（授乳室）、売店、公衆電話 |
| B1F | 地下駐車場 |

駐車場
- 駐車スペースは地上地下あわせて200台

- 表札
- 玄関口
- 地上駐車場

## 行政センター
- 2019年4月1日に支所を行政センターに改組した[3]。

### 大社行政センター
所在地
- 住所：出雲市大社町杵築南1395

取扱業務
- 大社町史編さん室、地域振興課、産業建設課
- 観光推進室、健康福祉課（大社健康福祉センター）
- 市民生活課、大社教育事務所

### 多伎行政センター
所在地
- 住所：出雲市多伎町小田74－1

取扱業務
- 地域振興課、市民福祉課、産業建設課

### 佐田行政センター
所在地
- 住所：出雲市佐田町反辺1747－6

取扱業務
- 地域振興課、産業建設課、市民福祉課

### 平田行政センター
所在地
- 住所：出雲市平田町951－1

取扱業務
- 地域振興課、市民生活課、産業振興課（本館）
- 国営農業用水対策室、建設課、平田教育事務所（本館）
- 健康福祉課（中庁舎）
- 上下水道課（第1分庁舎）

### 湖陵行政センター
所在地
- 住所：出雲市湖陵町二部1320

取扱業務
- 地域振興課、産業建設課、河南教育事務所
- 市民福祉課、河南上下水道事務所

### 斐川行政センター
所在地
- 住所：出雲市斐川町荘原2172

取扱業務
- 地域振興課
- 市民生活課、健康福祉課、産業建設課
- 上下水道局斐川上下水道事務所、斐川町農業委員会事務局

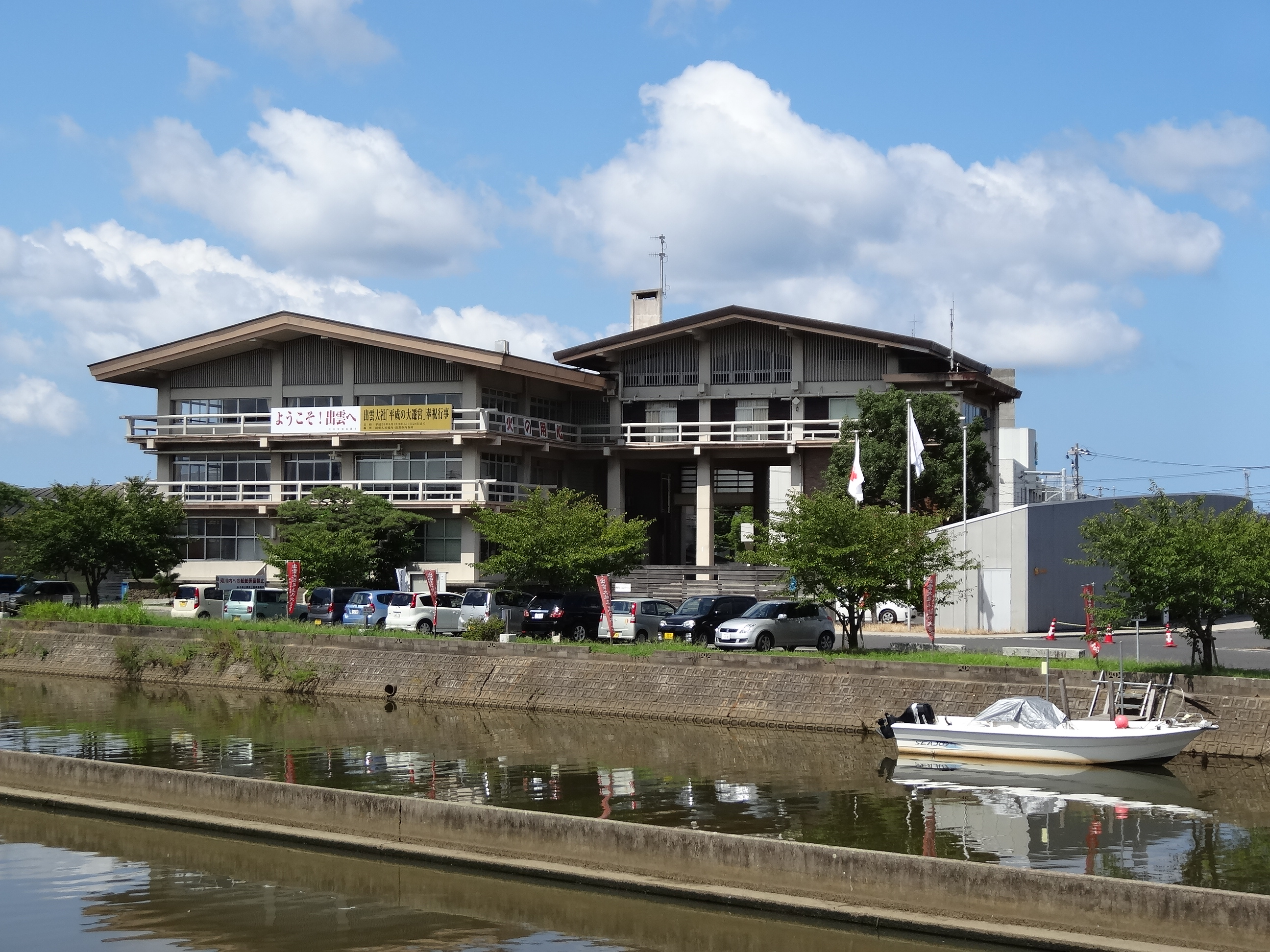
大社行政センター